# Sin Querer – Zeit der Flamingos
Sin Querer – Zeit der Flamingos ist der Titel eines Kinofilms aus dem Jahr 1997. Es handelt sich um eine argentinisch-deutsch-schweizerische Koproduktion, gedreht wurde in Argentinien.

## Handlung
In der patagonischen Einöde soll ein Schiff auf dem Landweg transportiert werden. Aus diesem Grund quartiert sich der Vermessungsingenieur Mario im Dorf San Lorenzo ein. Er untersucht die umliegenden Straßen hinsichtlich ihrer Eignung für das Vorhaben. Die Bewohner sehen in einem möglichen Ausbau der Straße die Chance eines wirtschaftlichen Aufschwungs ihres Ortes und beobachten die Arbeit des Vermessers erwartungsvoll.
Während seines Aufenthalts lernt Mario die verschiedenen Dorfbewohner und ihre Eigenheiten kennen: die mehrfach gebundene Gloria, den Bürgermeister, die Dorfälteste, eine Indianerin auf der Suche nach ihrem verschwundenen Vater, den zwielichtigen Hacienda-Besitzer mit seiner 13-jährigen Frau und einen jungen Homosexuellen.

## Auszeichnungen
Jürgen Jürges erhielt für diesen Film den Deutschen Kamerapreis des Jahres 1998 in der Kategorie Spielfilm.
Ciro Cappellari erhielt für das Drehbuch dieses Films den 100 Cinema Award des Sundance-Filmfestivals für das beste europäische Drehbuch im Jahr 1996.
Sin Querer erhielt den Preis für den besten Film beim Göteborg-Filmfestival 1998.
Die Deutsche Film- und Medienbewertung FBW in Wiesbaden verlieh dem Film das Prädikat wertvoll.